# Хонди (долина)
Хонди долина се налази у северном делу источних планина Зимбабвеа између Њанге и Мутареа.
Надморска висина долине је око 900 метара па је због тога много топлија од околног терена са надморском висином од 1800 метара. Клима погодује узгајању чаја и кафе. Најпознатије плантаже су Катијо (Katiyo) и Аберфојл (Aberfoyle). У долини се налази и градић Хауна.
Велика висинска разлика између долине и околних планина је створила и прелепе водопаде Мтарази (Mutarazi Falls) и Мучуруру (Muchururu Falls).